# Segue 2
Segue 2 ist eine spheroidale Zwerggalaxie (dSph) im Sternbild des Widder.
Entdeckt wurde sie im Jahr 2007 nach Analyse der Daten der Durchmusterung des Sloan Digital Sky Survey. Die Galaxie liegt in einer Entfernung von etwa 35 kpc zum Sonnensystem und weist eine heliozentrische Radialgeschwindigkeit −40 km/s auf. Sie besitzt eine näherungsweise runde Form und einen für Zwerggalaxien sehr geringen Halblichtradius von lediglich 34 pc.

## Eigenschaften
Segue 2 ist einer der kleinsten und lichtschwächsten Trabanten (nur Segue 1 und Willman 1 sind noch lichtschwächer) der Milchstraße.
Die integrale Leuchtkraft beträgt lediglich 800 L☉ mit einer absoluten Helligkeit von MV = −2,5 mag, was deutlich weniger ist als diejenige der Mehrheit der Kugelsternhaufen. Trotzdem beträgt die Masse der Galaxie etwa 550.000 M☉ was zu einem Massen-Leuchtkraft-Verhältnis von 650 führt.
Die Sternpopulation von Segue 2 besteht hauptsächlich aus älteren Sternen, die vor mehr als 12 Milliarden Jahren entstanden. Damit gehören sie wohl zu den ersten Sternen überhaupt, die sich im Universum gebildet haben. Momentan ist in Segue 2 keine relevante Sternentstehung feststellbar.
Mit einem Wert von [Fe/H] < −2 ist die Metallizität entsprechend gering, d. h., sie besitzt, verglichen mit unserer Sonne, weniger als ein Hundertstel an schweren Elementen.
Segue 2 befindet sich in der Nähe des Randes zum Sagittarius-Strom und auch in etwa in gleicher Entfernung zum Sonnensystem. Möglicherweise war sie einst ein Satellit der Sagittarius-Zwerggalaxie oder einer ihrer Kugelsternhaufen.